# Diecéze mukačevská
Latinská diecéze mukačevská (latinsky Dioecesis Munkacsiensis Latinorum, ukrajinsky Мукачівська дієцезія Римсько-Католицької Церкви в Україні) je římskokatolická diecéze na území ukrajinské Podkarpatské Rusi se sídlem v Mukačevu, kde se nachází katedrála sv. Martina. Je sufragánní vůči lvovské arcidiecézi.

## Stručná historie
V roce 1993 vznikla Apoštolská administratura Zakarpatí (vyčleněním z území rumunské diecéze Satu Mare), která byla v roce 2002 povýšena na diecézi.